# Ablaneda (Salas)
Ablaneda es un lugar de la parroquia asturiana de Godán, del concejo de Salas, en España.
Está situado en el paraje del Alto de Pedrafita, entre las sierras de Carrales y de Las Traviesas. Es atravesado por el AS-226. Entre los pueblos de Godán, La Ortosa, El Piñedo, Pereras, Soto de los Infantes, Viescas y Cabañas Las Fervienzas. Puebla 16 habitantes (2009).
Existen dioritas en las cercanías del lugar.
En la localidad se halló los restos de una estela funeraria, correspondiente a un joven de 15 años, originario de un castro llamado Beriso.